# Университет Теннесси в Чаттануге
Университет Теннесси в Чаттануге (англ. University of Tennessee at Chattanooga) — общественный исследовательский университет, находящийся в Чаттануге, штат Теннесси, США. Университет был основан в 1886 году как частный университет.

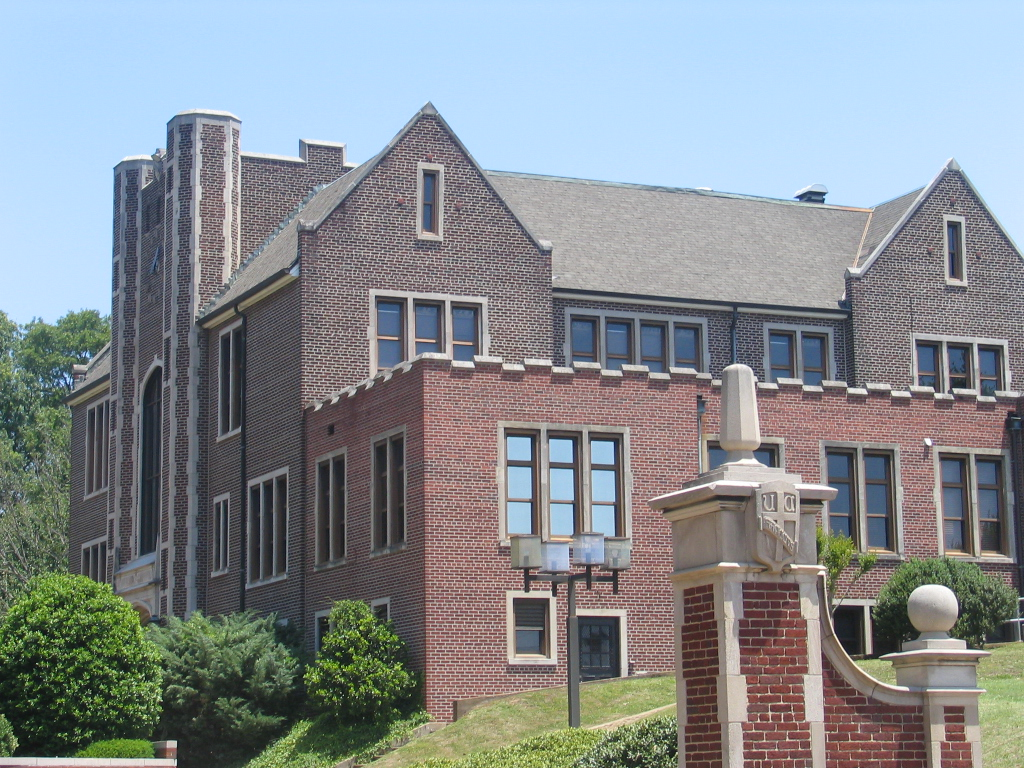
Холл Основателей
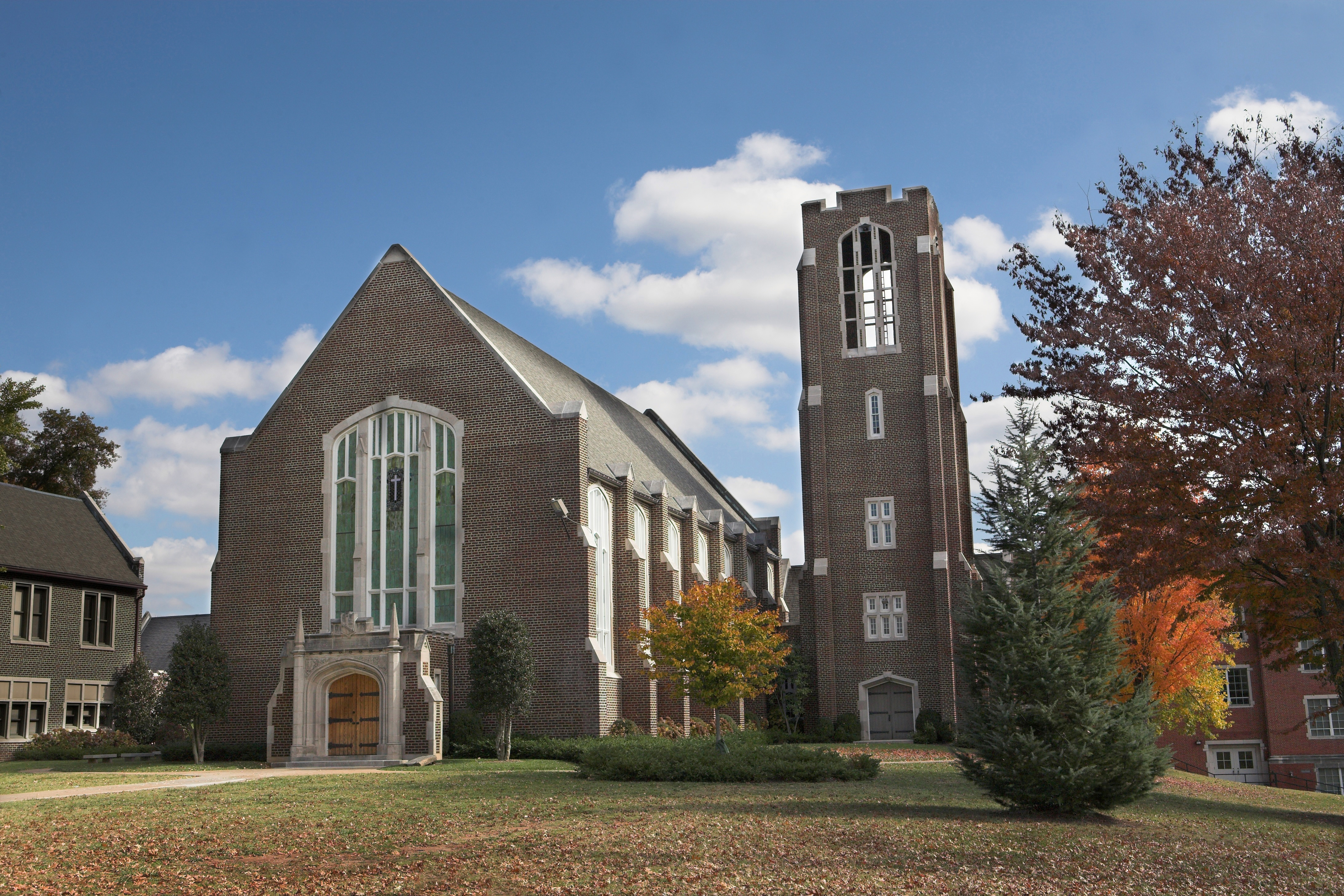
Часовня